# 138
| [ Edytuj tabelę ] |                                                 |
| Cesarz Chin       | - 125 Han Shundi 144                            |
| Władca Korei      | - 53 T’aejodae 146                              |
| Papież            | - 136 Hygin 140                                 |
| Król Partów       | - 105 Wologazes III 147 - 129 Mitrydates IV 140 |
| Cesarz Rzymu      | - 117 Hadrian 138 - 138 Antoninus Pius 161      |

Rok 138 / CXXXVIII
stulecia: I wiek ~
II wiek ~
III wiek

lata: 128 «
133 «
134 «
135 «
136 «
137 «
138
» 139
» 140
» 141
» 142
» 143
» 148

## Wydarzenia
- 25 lutego – Hadrian adoptował swego następcę Antoninusa Piusa.
- 10 lipca – Antoninus Pius został cesarzem rzymskim.
- Rozbudowa limesu wzdłuż Dunaju.

## Urodzili się
- Han Zhidi, małoletni cesarz Chin (zm. 146).
- Marek Ummidiusz Kwadratus, rzymski polityk (zm. 182).

## Zmarli
- 1 stycznia – Cejoniusz Kommodus, ojciec Lucjusza Werusa i adoptowany syn cesarza Hadriana.
- 10 lipca – Hadrian, cesarz rzymski.
- Farsman II Dobry, król Iberii Kaukaskiej.